# Nemesis (musikalbum av SkeleToon)
Nemesis är det italienska power metal-bandet SkeleToons fjärde studioalbum. Det släpptes på Scarlet Records i september 2020. Albumet gavs även ut i Japan på skivbolaget Avalon månaden efter.
Skivan är bandets enda med gitarristen Davide "Lord Dave" Piletto.
Till skillnad från föregångaren They Never Say Die (2019) är Nemesis inget renodlat konceptalbum. Däremot kvarstår de textmässiga temana med superhjältar, nördar och eskapism. Albumet innehåller även coverversioner av låtar från Angra och Avantasia.
Skivan producerades, mixades och mastrades av Simone Mularoni (DGM) och bandets sångare Tomi Fooler, samt Simone Bertozzi (Ancient Bards), och gästas av ett flertal inom genren kända namn såsom Roberto De Micheli och Giacomo Voli (Rhapsody of Fire), Alessandro Conti (Twilight Force, Trick or Treat) och Bill Hudson (NorthTale, ex-Cellador).
Musikvideor spelades in till titelspåret och "Il tramonto delle ere". Dessa släpptes även som singlar, tillsammans med "Starseeker".

## Låtlista
1. "Prelude: Falling Galaxies" (instrumental) – 0:50
2. "Brighter than 1000 Suns" – 4:49
3. "Will You Save Us All?" – 4:05
4. "Nemesis" – 4:23
5. "Starseeker" – 5:57
6. "Cold the Night" – 5:28
7. "Follow Me Home" – 3:40
8. "Wake Up the Fire" – 4:38
9. "Il tramonto delle ere" – 4:57
10. "Arcana Opera" – 8:04
11. "The NerdMetal Superheroes" – 4:26
12. "Carry On" (Angra-cover) – 4:57

Bonusspår på japanska utgåvan
1. "The Seven Angels" (Avantasia-cover) – 12:00

## Medverkande
Musiker
- Tomi Fooler – sång
- Andy "K" Cappellari – gitarr
- Davide "Lord Dave" Piletto – gitarr
- Giacomo "Jack" Stiaccini – basgitarr
- Henry "Sydoz" Sidoti – trummor

Bidragande musiker
- Melissa Bonny – sång
- Roberto de Micheli – gitarr
- Alessio Lucatti – keyboard
- Simone Mularoni – gitarr
- Bill Hudson – gitarr
- Giacomo Voli – sång
- Alessandro Conti – sång

Produktion
- Simone Mularoni – producent, inspelningstekniker, mixning, mastering
- Tomi Fooler – producent
- Simone Bertozzi – producent
- Alessio Lucatti – keyboardarrangemang
- Stan-W. Decker – albumkonst, layout